# لوني كولمان
لوني كولمان (بالإنجليزية: Lonnie Coleman)‏ (2 أغسطس 1920 - 13 أغسطس 1982)؛ روائي أمريكي.

## روابط خارجية
- لوني كولمان على موقع قاعدة بيانات برودواي على الإنترنت (الإنجليزية)